# Cartoon Heroes: The best of Aqua
Cartoon Heroes: The Best of Aqua es el tercer álbum del grupo eurodance y rock danés Aqua, y el primer álbum de grandes éxitos. Fue lanzado solo en Japón el 22 de mayo de 2003.

## Información
La recopilación incluye la mayoría de los éxitos lanzados por Aqua, con sencillos como «We Belong to the Sea», «Good Morning Sunshine» y «Didn't I».
También se incluyen algunas canciones que no fueron lanzadas como sencillos, entre ellas «Back from Mars», «Halloween» y «Freaky Friday». Hay, además, una remezcla de Cartoon Heroes, así como dos vídeos musicales.

## Sencillos
1. Cartoon Heroes - 3:39
2. "Freaky Friday" - 3:45
3. Barbie Girl - 3:15
4. "Roses are Red" - 3:43
5. "Bumble Bees" - 3:53
6. Doctor Jones - 3:22
7. "Around the World" - 3:29
8. "Lollipop (Candyman)" - 3:35
9. "Back from Mars" - 4:03
10. "Happy Boys & Girls" - 3:34
11. "My Oh My" - 3:24
12. "Halloween" - 3:50
13. "Calling You" - 3:32
14. "An Apple a Day" - 3:38
15. "Turn Back Time" - 4:08
16. Cartoon Heroes (remezcla) - 5:41
17. Cartoon Heroes (vídeo musical)
18. "Around the World" (vídeo musical)